# Calyptorete
Calyptorete is een geslacht van sponsdieren uit de klasse van de Hexactinellida.

## Soort
- Calyptorete ijimai Okada, 1925